# Oligosoma tekakahu
Oligosoma tekakahu — вид сцинкоподібних ящірок родини сцинкових (Scincidae). Ендемік Нової Зеландії.

## Поширення і екологія
Ophiomorus tekakahu мешкають на острові Чалкі у Національному парку Фіордленд, а також на деяких сусідніх островах. Вони живуть на прибережних луках і в чагарниках.

## Збереження
МСОП класифікує цей вид як вразливий. Oligosoma tekakahu загрожує можлива поява на островах інвазивних хижаків.